# Ai confini del mondo
Ai confini del mondo (The Edge of the World) è un film del 1937 diretto da Michael Powell.

## Produzione
Powell basò il suo soggetto sulla storia vera dell'evacuazione di trentasei persone dall'isola di Saint Kilda, al largo della costa occidentale della Scozia avvenuta il 29 agosto 1930.
Il film fu prodotto dalla Joe Rock Productions e venne girato a Foula nelle isole Shetland. Le riprese durarono quattro mesi, nell'estate del 1936, quasi tutte in esterno. Alla produzione era stato negato il permesso di girare a Saint Kilda, che si trova nelle Ebridi e dove, attualmente, si parla gaelico mentre a Foula gli abitanti parlano una lingua norrena.

## Distribuzione
Distribuito dalla British Independent Exhibitors' Distributors, il film fu presentato a Londra il 6 luglio 1937, uscendo poi nelle sale britanniche il 10 gennaio 1938. Ne fu fatta una riedizione distribuita nel Regno Unito dalla New Realm Pictures nel dicembre 1940 in una versione di 62 minuti.

## Sequel
Nel 1978 Powell girò il documentario Ritorno ai confini del mondo nei luoghi del film assieme a parte del cast originale.